# Psammotettix makarovi
Psammotettix makarovi är en insektsart som beskrevs av Moravskaja 1952. Psammotettix makarovi ingår i släktet Psammotettix och familjen dvärgstritar. Inga underarter finns listade i Catalogue of Life.